# Wangari Maathai
Tiến sĩ Wangari Muta Maathai (1 tháng 4 năm 1940 – 25 tháng 9 năm 2011) là một người bảo vệ môi trường và là nhà hoạt động chính trị. Năm 1984, bà đoạt Giải thưởng Right Livelihood. Năm 1991, bà được trao Giải Môi trường Goldman. Năm 2004, bà trở thành người phụ nữ châu Phi đầu tiên nhận được Giải Nobel hòa bình vì những đóng góp của bà cho sự phát triển bền vững, dân chủ và hòa bình. Là người phụ nữ đầu tiên ở Đông và Trung Phi có học vị tiến sĩ, Maathai còn đồng thời là người đứng đầu Hội Chữ thập Đỏ Kenya trong thập niên 1970 của thế kỷ 20. Tiến sĩ Maathai cũng là một thành viên của Nghị viện và đã từng là trợ lý của Bộ trưởng bộ Tài nguyên và Môi trường trong chính phủ của tổng thống Mwai Kibaki từ giữa tháng 1 năm 2003 đến tháng 11 năm 2005.
Maathai trở thành một nhân vật quan trọng tại Kenya kể từ khi lập ra Phong trào Vành đai Xanh vào năm 1977, với mục đích hoạt động bảo vệ môi trường. Tổ chức của Maathai đã trồng được 40 triệu cây trên khắp lục địa đen.
Năm 2004, bà được trao Giải Nobel Hòa bình vì công việc trồng lại rừng ở Kenya. Maathai trở thành người phụ nữ châu Phi đầu tiên, người Kenya đầu tiên và nhà hoạt động vì môi trường đầu tiên nhận được vinh dự này.
Trong những năm gần đây, Maathai đã lập nên những nhóm vì môi trường và phát động một số chiến dịch về biến đổi khí hậu cũng như bảo vệ môi trường. Không chỉ ở Kenya, bà còn tham gia vào những nỗ lực cứu rừng ở Congo, nơi có rừng nhiệt đới lớn thứ hai thế giới.
Ngày 25 tháng 9 năm 2011, bà Maathai qua đời tại một bệnh viện ở thủ đô Nairobi của Kenya sau một quá trình chiến đấu lâu dài với căn bệnh ung thư. Sự ra đi của Maathai khiến nhiều người xúc động bởi bà đã dành trọn cuộc đời cho sự nghiệp bảo vệ môi trường.

## Thời trẻ và học tập
Maathai sinh ra trong làng Ihithe, huyện Nyeri, trong cao nguyên trung bộ của Kenya thuộc Anh vào ngày 01 tháng 4 năm 1940. Gia đình bà thuộc nhóm dân tộc Kikuyu, dân tộc đông dân nhất ở Kenya, và đã sống trong khu vực cho nhiều thế hệ. Khoảng năm 1943, gia đình Maathai di chuyển đến một trang trại thuộc sở hữu người da trắng, trong Thung lũng Rift, gần thị trấn của Nakuru, nơi cha bà có việc làm. Cuối năm 1947,. bà trở lại Ihithe với mẹ, do hai anh em bà đang theo học tại trường tiểu học trong làng, và không có học có sẵn trên các trang trại, nơi cha bà làm việc. Cha bà vẫn ở lại trang trại Shortly afterward, at the age of eight, she joined her brothers at Ihithe Primary School.. Ngay sau đó, tám tuổi, bà tham gia anh em của mình tại trường tiểu học Ihithe.
Lúc bà lên mười một, Maathai chuyển đến trường trung học cơ sở Cecilia, một trường nội trú tại Sứ mệnh Mathari Công giáo tại Nyeri. Maathai học ở St. Cecilia bốn năm. Trong thời gian này, bà đã trở nên thông thạo tiếng Anh và chuyển đổi sang Công giáo, tên thánh Mary Josephine. Bà cũng đã tham gia với xã hội Kitô giáo được gọi là Lê dương của Mẹ Maria, mà các thành viên đã cố gắng "để phục vụ Thiên Chúa bằng cách phục vụ những con người đồng con người"". Học tập tại St. Cecilia, Maathai đã được che chở từ cuộc nổi dậy đang diễn ra Mau Mau, buộc mẹ bà để di chuyển từ nhà cửa vườn tược của họ đến một ngôi làng khẩn cấp trong Ihithe. Khi bà ấy hoàn thành việc học của mình vào năm 1956, bà được đánh giá đầu tiên trong lớp học của mình, và đã được cấp nhập học vào trường duy nhất Công giáo cho trẻ em gái ở Kenya, Trường trung học Loreto Limuru ở Limuru.
Sau khi tốt nghiệp từ Loreto-Limuru năm 1959, bà có kế hoạch tham dự Đại học Đông Phi ở Kampala, Uganda. Tuy nhiên, kết thúc của thời kỳ thuộc địa của Đông Phi đã gần, và các chính trị gia Kenya, chẳng hạn như Tom Mboya, đề xuất các cách để làm cho giáo dục trong các quốc gia phương Tây dành cho sinh viên đầy hứa hẹn. John F. Kennedy, sau đó Thượng nghị sĩ Hoa Kỳ, đã đồng ý để tài trợ cho một chương trình thông qua Quỹ Joseph P. Kennedy Jr, bắt đầu được biết đến như Kennedy Airlift hay Airlift Africa. Maathai đã trở thành một trong khoảng 300 người Kenya chọn để nghiên cứu tại trường đại học Mỹ trong tháng 9 năm 1960. 

### Học ở Mỹ và Đức
Maathai đã nhận học bổng học tập ở Cao đẳng Mount St. Scholastica (nay là Cao đẳng Benedictine), ở Atchison, Kansas. At Mount St. Scholastica, bà theo chuyên ngành sinh học với minors về hóa học và tiếng Đức. Sau khi nhận bằng cử nhân khoa học năm 1964, bà được nhận vào Đại học Pittsburgh để học thạc sĩ sinh học. Chi phí nghiên cứu của bà tại Đại học Pittsburgh được cung cấp bởi Viện Phi – Mỹ. Trong quá trình học tại Pittsburgh, Maathai đã lần đầu trải nghiệm phục hồi môi trường, khi các nhà môi trường đã vận động loại bỏ ô nhiễm không khí. Thánh 1 năm 1966, Maathai hoàn tất khóa học tại Đại học Pittsburgh với tấm bằng thạc sĩ khoa học ngành khoa học sinh học, và được bổ nhiệm chức trợ lý nghiên cứu cho một giáo sư của ngành zoology tại University College of Nairobi.
Khi trở về Kenya, Maathai bỏ tên Kitô giáo, thích được biết đến bởi tên khai sinh, Wangari Muta. Khi bà đến trường Đại học Nairobi cho công việc mới của mình như là một trợ lý nghiên cứu các giáo sư động vật học, bà đã được thông báo rằng công việc của bà đã được trao cho một người khác. Maathai tin rằng điều này xuất phát từ việc phân biệt giới tính và thiên vị bộ lạc. Sau khi một công việc tìm kiếm kéo dài hai tháng, Giáo sư Reinhold Hofmann, từ Đại học Giessen ở Đức, cung cấp cho bà một công việc như một trợ lý nghiên cứu trong bộ phận vi giải phẫu mới được thành lập. Khoa Giải phẫu thú y tại Trường Thú y tại trường Đại học College of Nairobi.
Trong tháng 4 năm 1966, bà gặp Mwangi Mathai, một người Kenya, người đã nghiên cứu ở Mỹ( người sau này là chồng của bà). Bà cũng thuê một cửa hàng nhỏ trong thành phố, và thành lập một cửa hàng tạp hóa, mà ở đó chị em của mình làm việc. Năm 1967, sự thúc giục của giáo sư Hofmann, bà chuyến đến Đại học Giessen tại Đức để nghiên cứu sinh tiến sĩ. Bà học cả ở Giessen và Đại học Ludwig Maximilian München.